# ČsŠK Użhorod
ČsŠK Użhorod – czechosłowacki klub piłkarski z siedzibą w Użhorodzie, istniejący w latach 1920–1939.

## Historia
Klub został założony w 1920 jako Užhorodský Československý Športový Klub (Użgorodzki Czechosłowacki Sportowy Klub) założony przez wojskowych stacjonujących w Użhorodzie.
Po zakończeniu I wojny światowej Zakarpacie zostało przydzielone do Czechosłowacji i zgodnie z instrukcjami Związku Piłki Nożnej Czechosłowacji w 1920 roku zostały utworzone dwie żupy – „słowiańska” (drużyny piłkarskie narodowości czeskiej i słowackiej) oraz „podkarpacka” (Karpataijai Lobdoruho kerület) (węgierskie drużyny). Rozgrywki w każdej z zup odbywały się niezależnie.
Od początku rozgrywek mistrzostw Słowacji ČsŠK Użhorod był jednym z najlepszych klubów w żupie słowiańskiej, w okresie 1921-1938 osiem razy zdobył mistrzostwo Zakarpacia.
W 1934 roku został reorganizowany system rozgrywek w całym kraju, połączone w jedyne mistrzostwa Czechosłowacji. Najlepsze kluby piłkarskie zostały podzielone na 5 dywizji: średnioczeska, prowincji czeskiej, morawsko-śląska, słowacko-podkarpacka oraz związku niemieckiego. Jak widać, system rozgrywek piłkarskich w Czechosłowacji prowadzony był z podziałem na narodowość. Dywizja słowacka została podzielona na dwie grupy – zachodnia (drużyny zachodniej i środkowej Słowacji) i Wschodniej (wschodnia Słowacja i Zakarpacie). Na podstawie dotychczasowych wyników sportowych do dywizji wschodniej słowacko-podkarpackiej zostały przydzielone dwa silniejsze słowiańskie kluby (Ruś Użhorod i ČsŠK Użhorod) i dwa węgierskie kluby, które zajęli dwa pierwsze miejsca w swoich mistrzostwach (MSE Mukaczewo i Beregszászi FTC). Później do nich dołączył i Ungvári AC.
Po upadku Czechosłowacji w marcu 1939 roku Podkarpacie okazało się pod panowaniem Węgier. Czechosłowacki klub został rozformowany.

## Osiągnięcia
- ? miejsce w wschodnia dywizja wschodnia słowacko-podkarpacka
- 8-krotny mistrz Zakarpacia w okresie 1921-1938 (żupa słowiańska)